# اسمیتلاند (آیووا)
اسمیتلاند (به انگلیسی: Smithland) شهری در ایالت آیووا کشور ایالات متحده آمریکا است که جمعیت آن در سرشماری سال ۲۰۱۰ میلادی، ۲۲۴ نفر بوده‌است.